# Pataca Ma Cao
Pataca (tiếng Trung: 澳門元) và khi Macao được trao trả gọi là "Áo Môn tệ" (tiếng Trung: 澳門幣; Việt bính: ou3 mun4 bai6), cư dân tại đây gọi chung là Bồ tệ (tiếng Trung: 葡幣) là đơn vị tiền tệ được lưu hành hợp pháp tại Ma Cao, thường ký hiệu là MOP$. Theo mã ISO 4217 chính thức được gọi là MOP (Macao Pataca). Chính sách tiền tệ Macao trực thuộc quản lý của Cơ quan tiền tệ Macao, 1 Pataca tươg đương 100 tiên (Avo).
Tên gọi theo tiếng Bồ Đào Nha "Pataca" bắt nguồn từ đồng bạc được sử dụng rộng rãi ở châu Á là "El Real de a 8" (tiếng Bồ Đào Nha：Pataca Mexicana). Ngoài ra tại Quảng Đông, đồng tiền cũng được gọi là "Bồ tệ", được sử dụng để phù hợp với đồng bạc Quảng Đông trước đây phân biệt với đồng đô la Hồng Kông. Tuy nhiên, tiền tệ bản địa Bồ Đào Nha thực sự là một loại tiền tệ khác, cụ thể là Escudo hoặc Euro (từ năm 1999). Vì tên gọi "Bồ tệ" sẽ dễ hiểu nhầm thành tiền tệ Bồ Đào Nha.
Sau năm 1995, tiền giấy MOP được phát hành bởi Cơ quan tiền tệ Macao được ủy quyền bởi Ngân hàng Atlantic và Ngân hàng Trung Quốc Chi nhánh Macao. Tiền xu được phát hành bởi Cơ quan tiền tệ Macao. Triển khai hệ thống tỷ giá hối đoái cố định giữa MOP$ và đô la Hồng Kông, với 1,0315 MOP$ tương đương 1 HKD. Do hệ thống tỷ giá hối đoái được liên kết giữa đô la Hồng Kông và đô la Mỹ, vì vậy MOP$ cũng được liên kết gián tiếp với đồng đô la Mỹ，Tỷ giá hối đoái khoảng 1 đô la Mỹ bằng MOP$. Hiện nay tại Macao, MOP$ và ngoại tệ cả trong và ngoài nước không có khống chế. Khách du lịch có thể tự do trao đổi tiền tệ trong các khách sạn, ngân hàng, cửa hàng trao đổi và các nơi khác ở Macau.
Pataca có cả tiền giấy lẫn tiền kim loại. Tiền giấy gồm các loại có mệnh giá 10, 20, 50, 100, 500 và 1.000 pataca. Tiền kim loại gồm các loại có mệnh giá 10, 20, 50 avos và 1, 2, 5, 10 pataca.
Pataca và avos là các từ tiếng Bồ Đào Nha. Pataca Macau còn được gọi bằng tiếng Trung là Áo Môn viên 澳門圓, pataca được gọi là Viên 圓, avos được gọi là tiên 仙 (phát âm như sin). Người Macau còn gọi 10 avos là hào 毫 (phát âm như hô). 1 USD bằng 8 Patacao

## Xem thêm

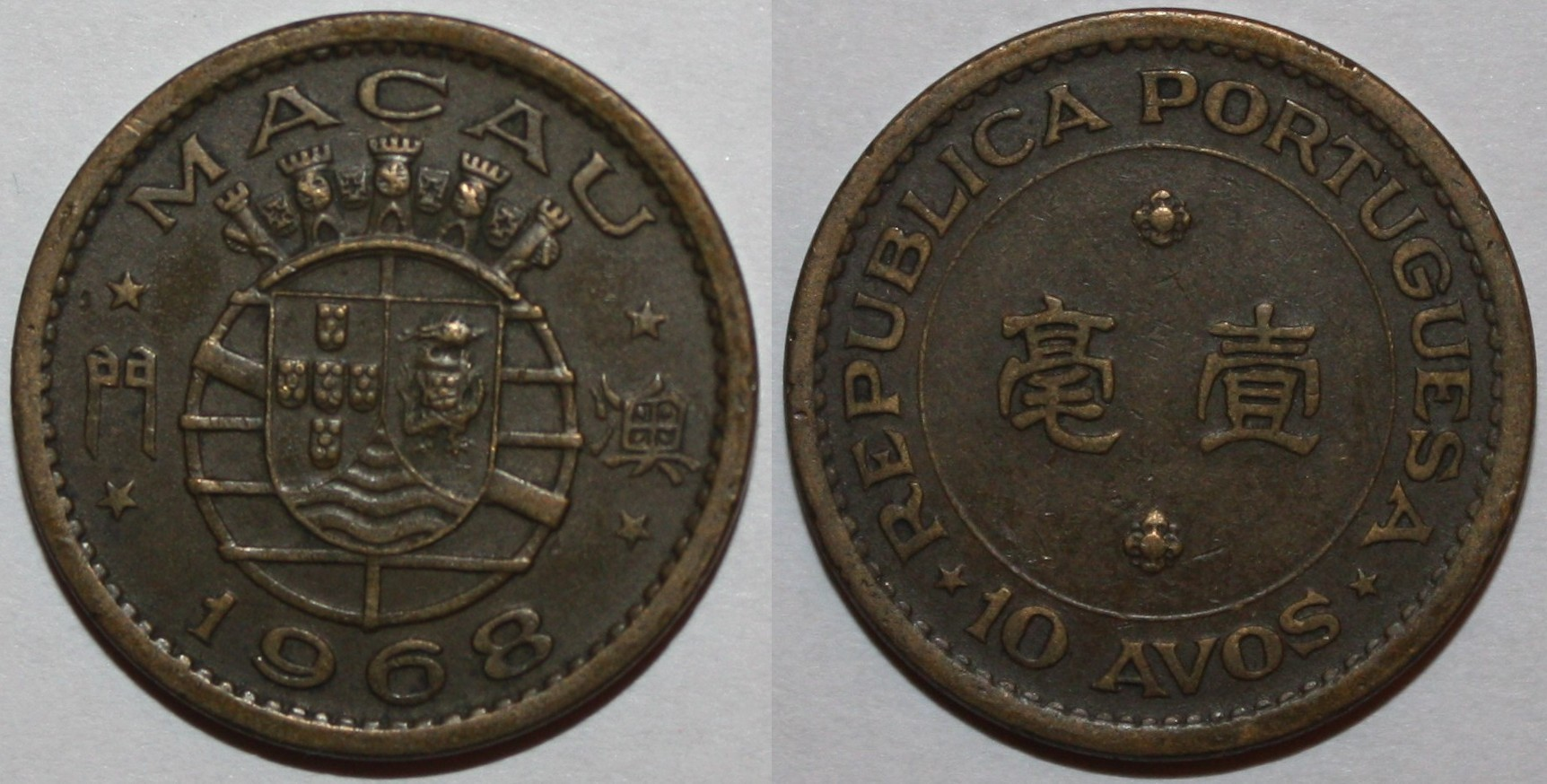
10 Avos, 1968
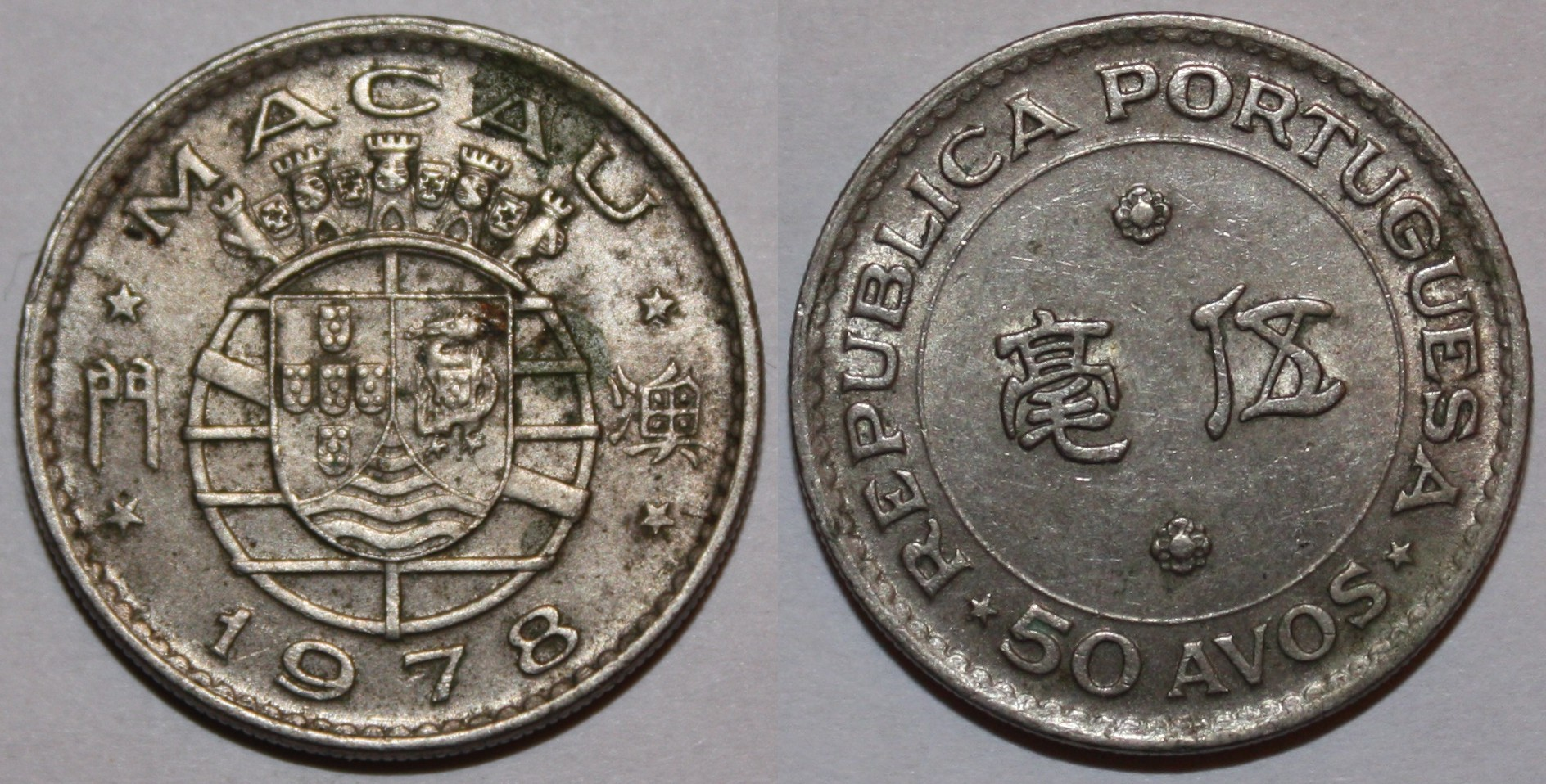
50 Avos, 1978
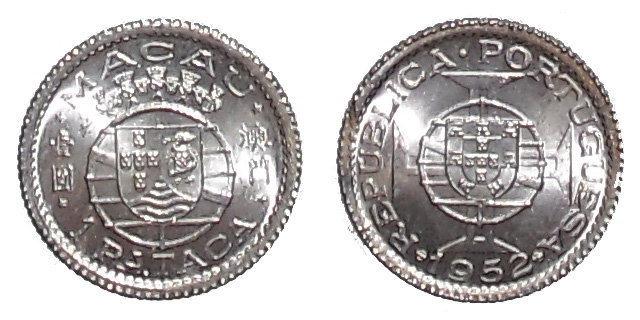
1 Pataca, 1952
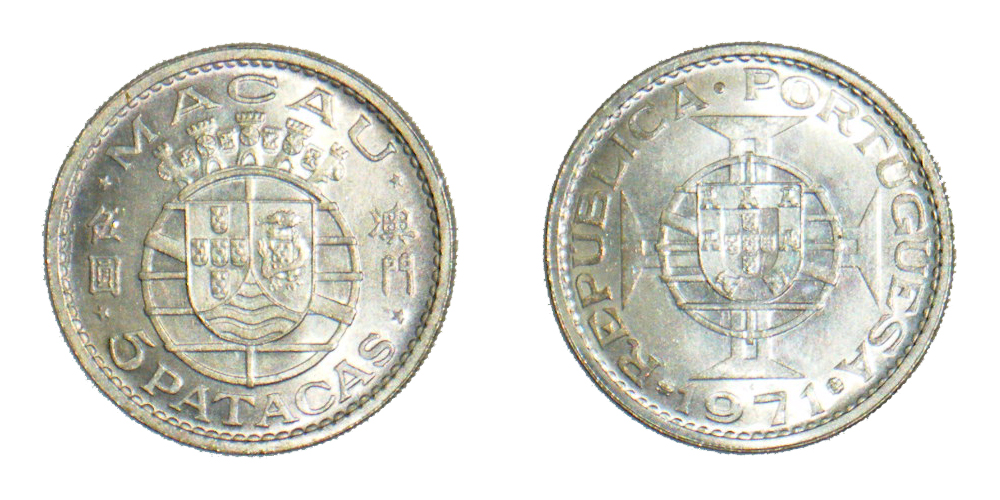
5 Pataca, 1971

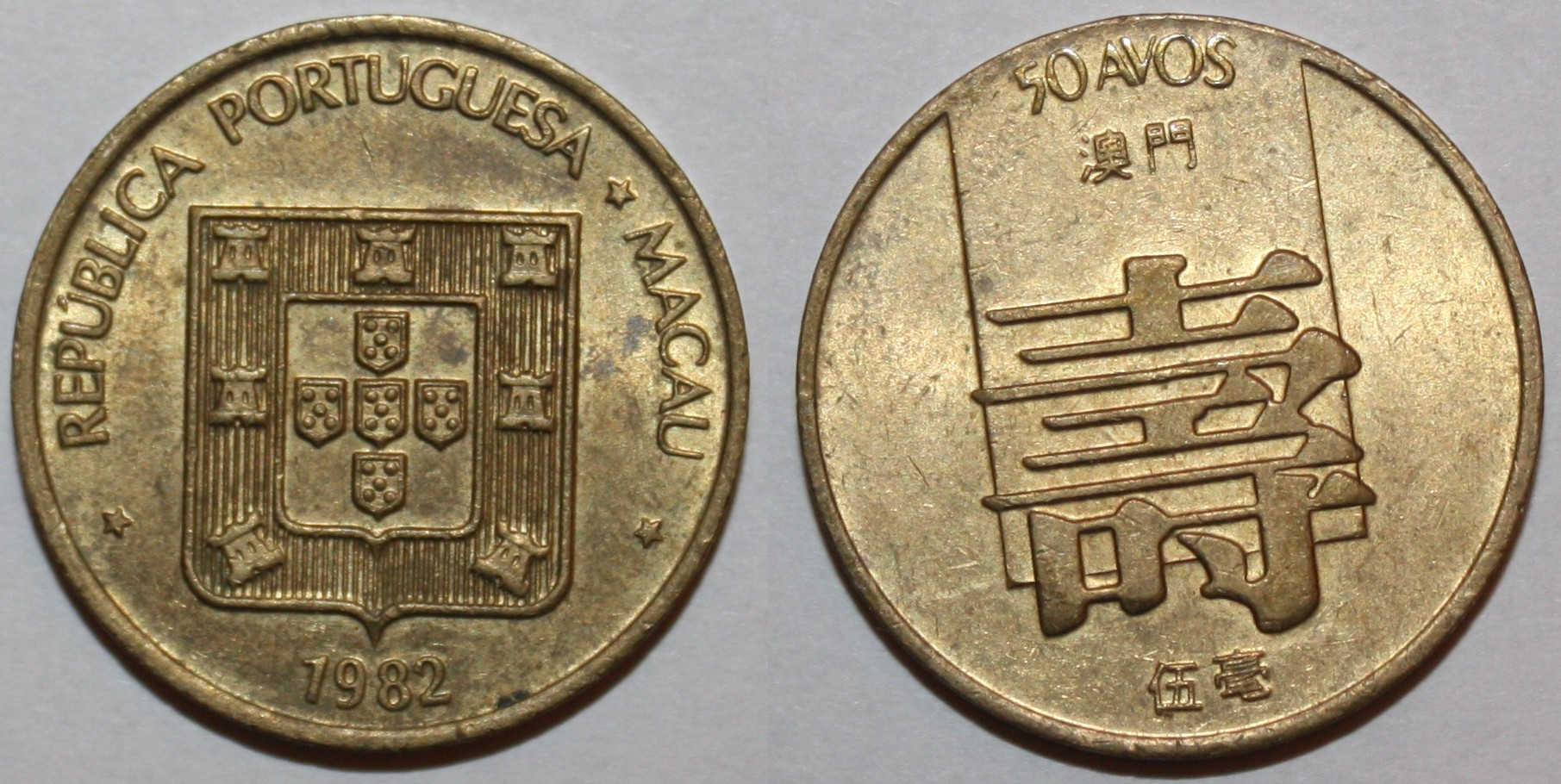
50 Avos, 1982
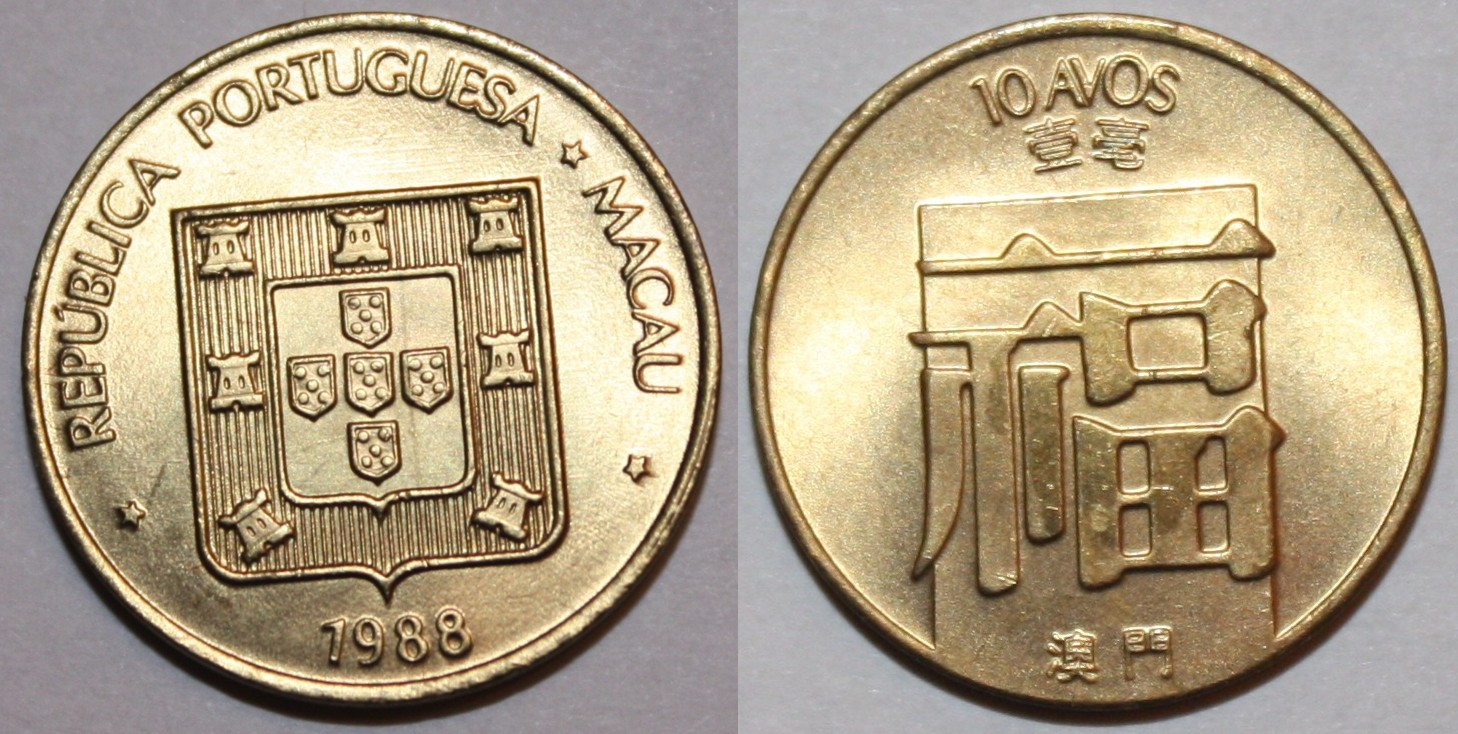
10 Avos, 1988
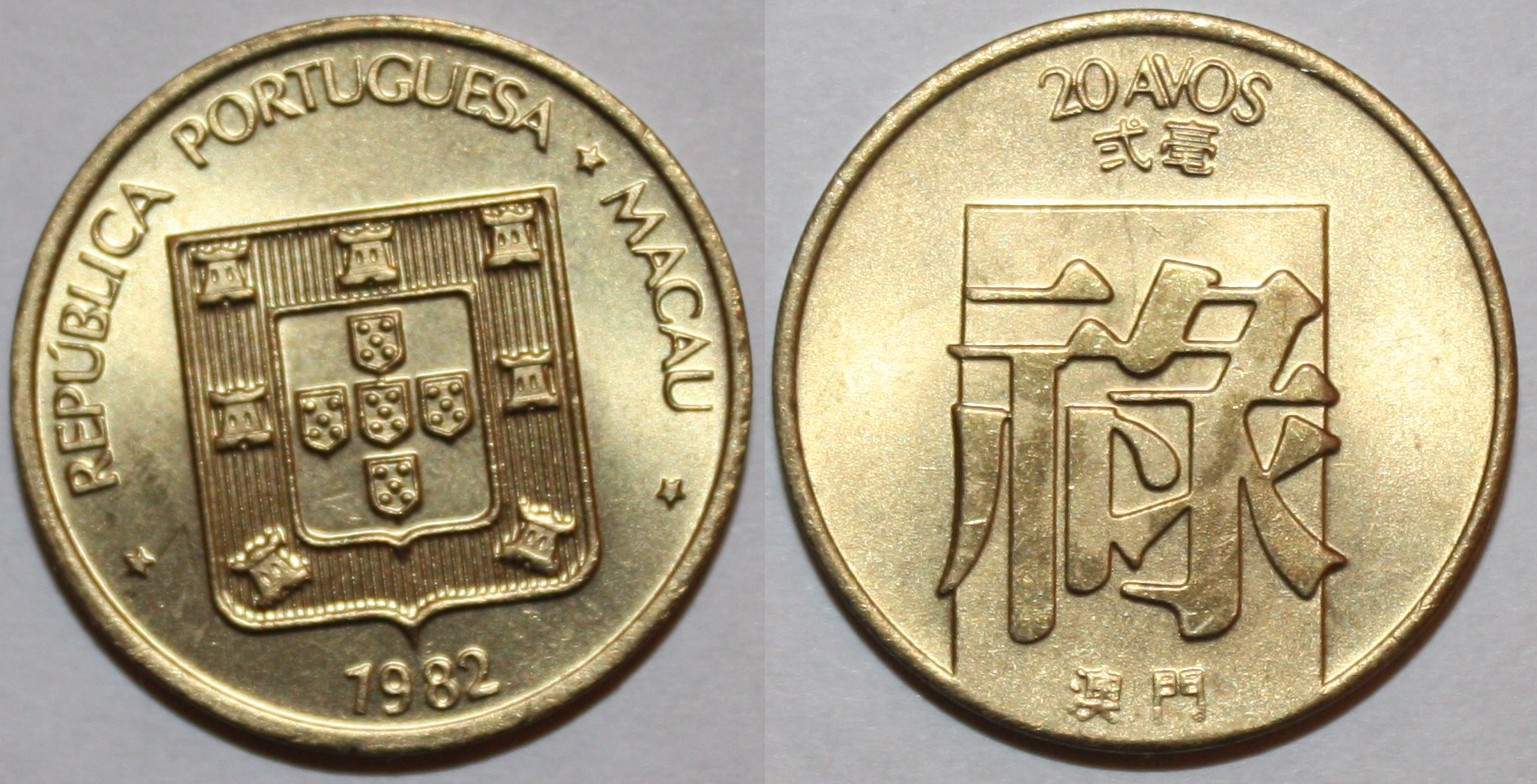
20 Avos, 1982

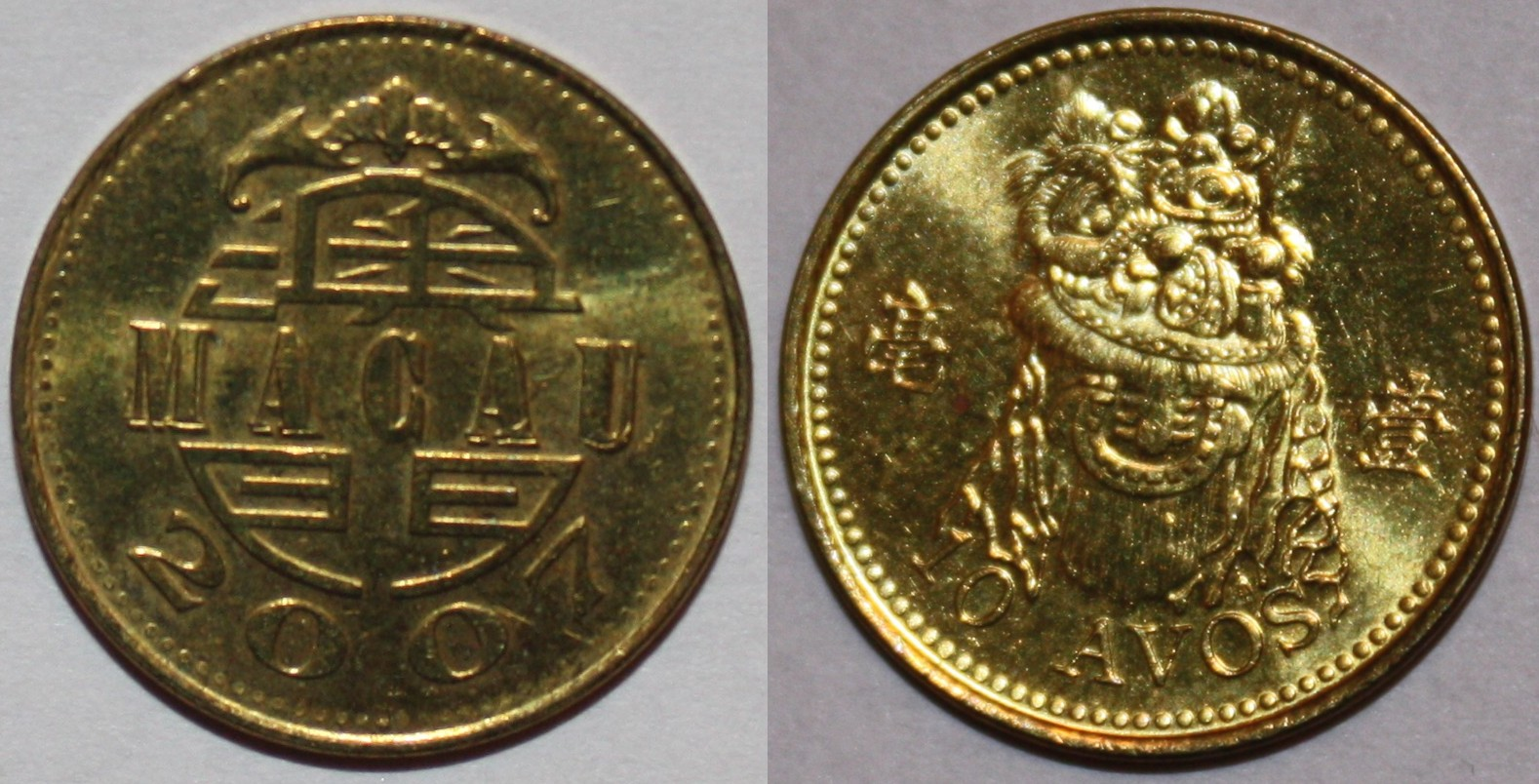
10 Avos, 2007
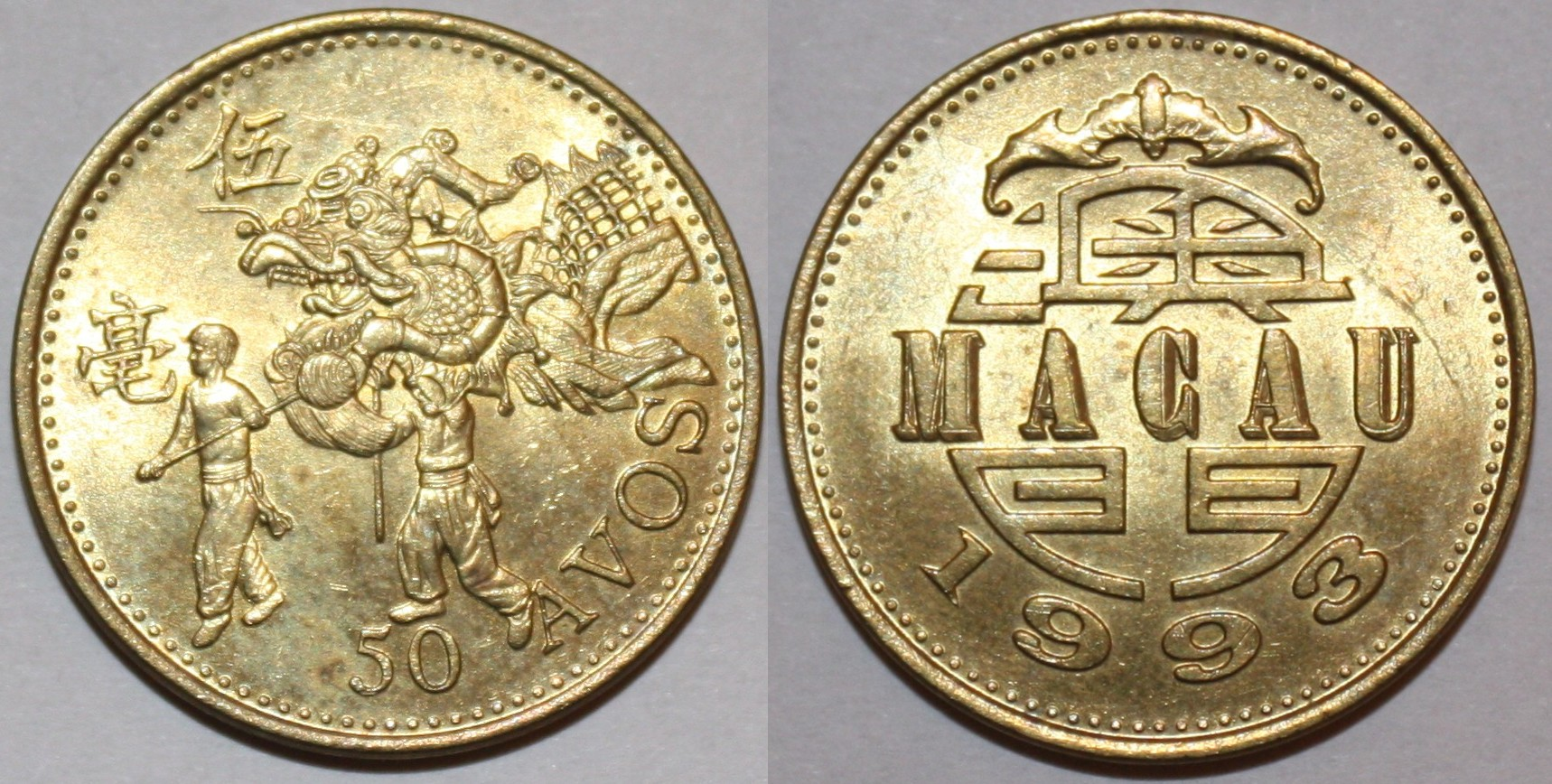
50 Avos, 1993
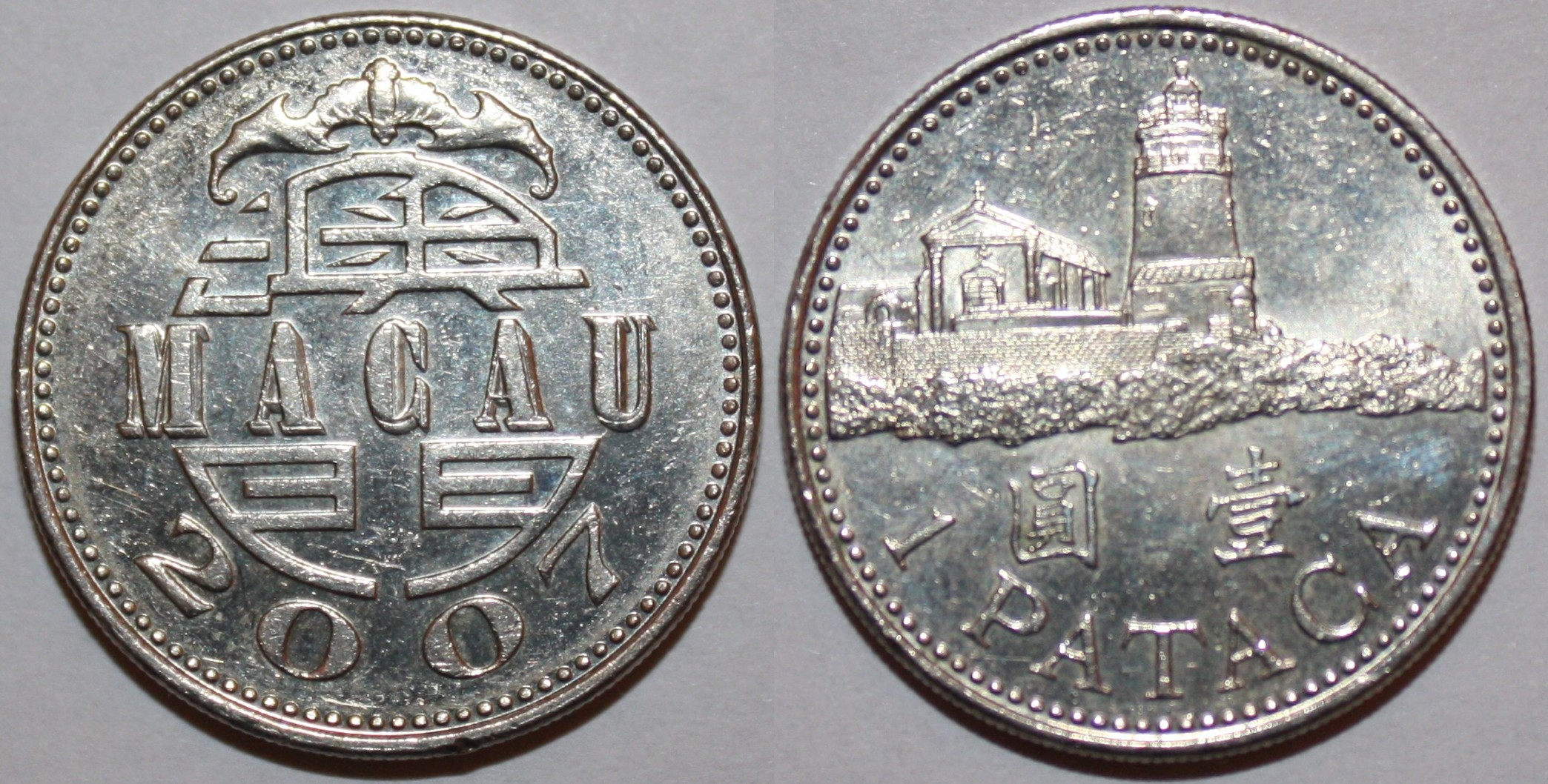
1 Pataca, 2007
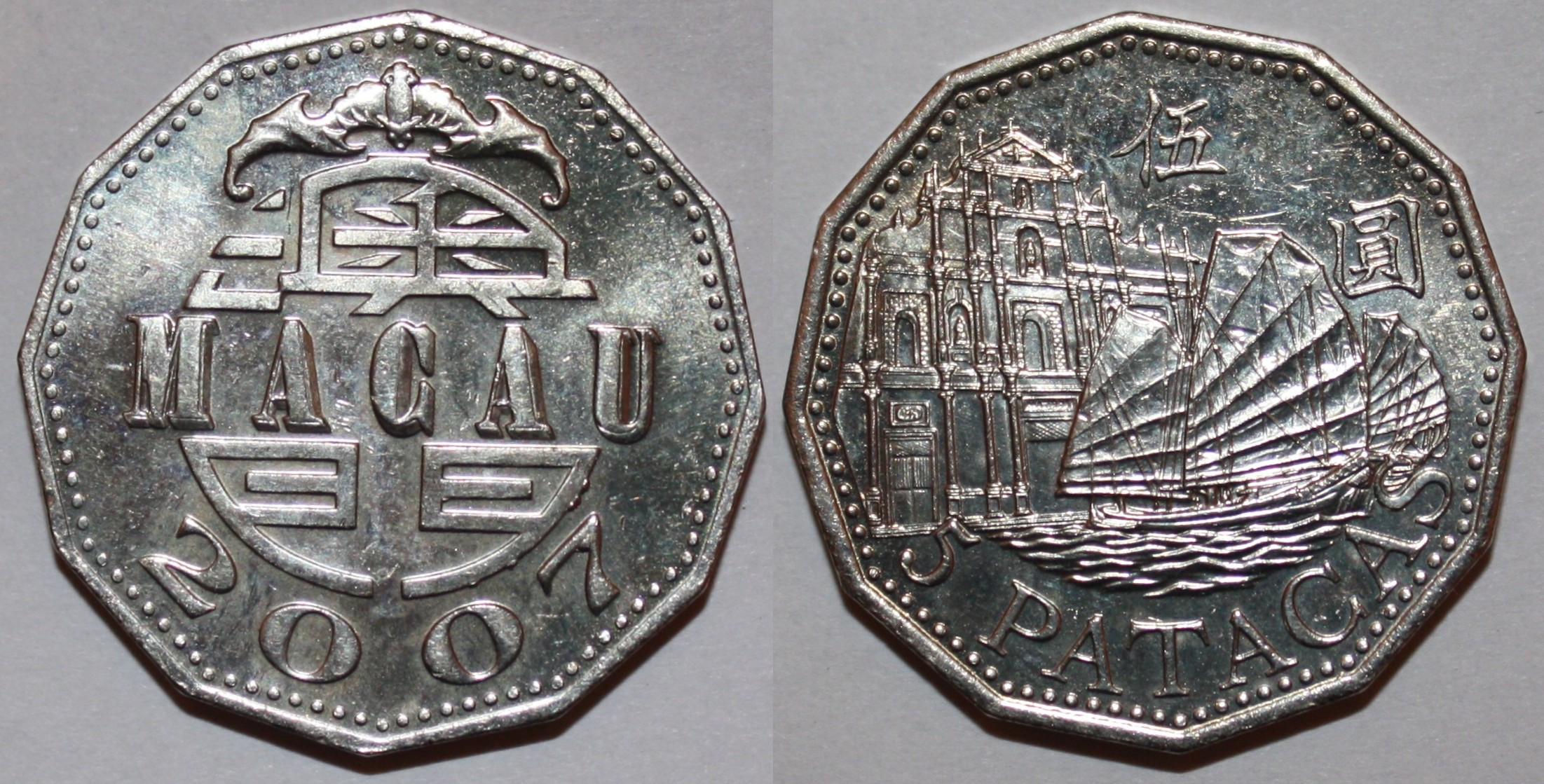
5 Pataca, 2007